# NGC 3053
NGC 3053 é uma galáxia espiral barrada (SBa) localizada na direcção da constelação de Leo. Possui uma declinação de +16° 26' 00" e uma ascensão recta de 9 horas, 55 minutos e 33,6 segundos.
A galáxia NGC 3053 foi descoberta em 14 de Janeiro de 1787 por William Herschel.